# Philautus disgregus
Philautus disgregus es una especie de rana que habita en Borneo.
Esta especie se encuentra amenazada de extinción debido a la destrucción de su hábitat natural.